# Vincenzo Carabetta
Vincenzo Carabetta (7 de septiembre de 1973) es un deportista francés que compitió en judo. Ganó dos medallas en el Campeonato Europeo de Judo en los años 1994 y 1998.

## Palmarés internacional
| Campeonato Europeo | Campeonato Europeo | Campeonato Europeo | Campeonato Europeo |
| Año                | Lugar              | Medalla            | Categoría          |
| ------------------ | ------------------ | ------------------ | ------------------ |
| 1994               | Gdańsk (Polonia)   | Medalla de plata   | –86 kg             |
| 1998               | Oviedo (España)    | Medalla de bronce  | –90 kg             |